# 王书坚
王书坚（1962年5月—），男，汉族，山东武城人，中华人民共和国政治人物。同济大学经济与管理学院管理科学与工程专业毕业，在职研究生学历，管理学博士学位。

## 生平
1978年10月，16岁的王书坚在山东工学院电子系无线电技术专业学习。1982年7月毕业后参加工作，被分配到山东新华医疗器械厂当技术员、团委副书记。1984年7月加入中国共产党。1984年12月任山东新华医疗器械厂副厂长。1988年4月任共青团山东省淄博市委副书记，同年6月任共青团山东省淄博市委书记、市青联主席。1992年12月任淄博市博山区委副书记，1993年2月任淄博市博山区委副书记、区长。1995年4月任淄博市博山区委书记，1995年5月任山东省淄博市副市长、博山区委书记，山东省援藏工作总领队，西藏自治区日喀则地委委员、行署副专员。
1998年8月，王书坚调任中共烟台市委常委、市委组织部部长。2001年1月任烟台市委副书记兼组织部部长，同年3月在同济大学博士研究生学习，2002年4月任烟台市委副书记 。2004年1月任中共青岛市委常委（正厅级）、市委组织部部长。2006年12月任青岛市委常委、常务副市长。2012年3月29日，当选青岛市政协主席，晋升副部级。2015年4月1日，被任命为山东省人民政府副省长、党组成员。2019年4月，升任中共山东省委常委、省人民政府常务副省长。
2022年1月，当选为山东省政协副主席。